# Folke Kirkemo
Folke Kirkemo (28 marzo 1899 – 14 ottobre 1967) è stato un calciatore norvegese, di ruolo centrocampista.

## Carriera

### Club
Kirkemo vestì la maglia del Mercantile.

### Nazionale
Disputò una partita per la Norvegia. Il 7 giugno 1925, infatti, fu titolare nella vittoria per 1-0 contro la Finlandia.